# Tony Bonner
Pour les articles homonymes, voir Bonner.
Tony Bonner est un acteur australien né le 23 novembre 1943 à Sydney (Manly) (Australie).

## Biographie
Bonner est né à Manly, une banlieue nord de la plage de Sydney. Son grand-père, James Bonner, était un ancien maire de Manly et président fondateur du Manly Life Saving Club. Son père, Frederick Bonner, était un acteur de comédie musicale au Her Majesty's Theatre, à Sydney.
Après avoir quitté l’école, il a commencé à travailler pour une entreprise fournissant des mannequins et d’autres équipements pour la décoration de fenêtres. Il a également travaillé à temps partiel dans le théâtre de son père en tant que préposé à la garde-robe, renforçant ainsi son intérêt pour le théâtre.
Bonner est le parrain de plusieurs œuvres de bienfaisance, notamment The Smith Family et le programme de prévention du suicide Wesley Mission. Il a également siégé au conseil d'administration du Variety Club, est responsable de la publicité et ancien président du Manly Life Saving Club.
Bonner a été marié à l'actrice et mannequin australienne Nola Clark de 1972 à 1992. Ils ont eu trois filles. Une fille, Chelsea Bonner, est la propriétaire et directrice de la société de gestion des modèles BELLA, une agence de modèles de grande taille.
En 2017, Bonner a été nommé membre de l'Ordre de l'Australie pour son importante contribution aux arts de la scène en tant qu'acteur, au sauvetage en sauvetage et à la communauté par le biais d'organisations caritatives.

## Filmographie
- 1966 : Skippy le kangourou ("Skippy") (série télévisée) : Jerry King, Flight Ranger
- 1966 : They're a Weird Mob : Lifesaver
- 1969 : The Intruders (en) : Jerry King, Flight Ranger
- 1970 : Eyewitness (Les Inconnus de Malte)[réf. nécessaire] : Tom Jones
- 1970 : Les Baroudeurs (You Can't Win 'Em All) : Reese
- 1970 : Amicalement vôtre (The Persuaders) : Le Lendemain matin (The Morning After), de Leslie Norman (série télévisée) : Jon
- 1971 : Violence et sexe aux temps préhistoriques (Creatures the World Forgot) : Toomak
- 1974 : Inn of the Damned : Trooper Moore
- 1974 : The Box (série télévisée) : Monte
- 1974 : Marion (série télévisée)
- 1975 : The Rise and Fall of Wellington Boots (série télévisée)
- 1975 : La polizia accusa: il Servizio Segreto uccide
- 1976 : Image of Death : Carl
- 1976 : The Alternative (TV)
- 1976 : Power Without Glory (feuilleton TV) : Brendan West
- 1977 : The Mango Tree : Captain Hinkler
- 1977 : Cop Shop (série télévisée) : Sr. Det. Don McKenna
- 1978 : Money Movers : Leo Bassett
- 1979 : Skyways (série télévisée) : Paul MacFarlane
- 1980 : Players in the Gallery (TV)
- 1980 : Hard Knocks
- 1981 : Intimate Strangers (TV) : Jerome Hartog
- 1981 : Outbreak of Love (TV) : Russell Lockwood
- 1982 : L'Homme de la rivière d'argent (The Man from Snowy River) : Kane
- 1982 : Highest Honor : Lt. W.G. Carey
- 1983 : Carson's Law (série télévisée) : Chris Dalton
- 1985 : Anzacs (mini-série) : Lt. Harold Armstrong
- 1986 : Le Soleil en plein cœur (The Last Frontier) (TV) : Tom Hannon
- 1987 : The Lighthorsemen : Col. Murray Bourchier
- 1988 : Sands of the Bedouin (TV) : John Ramsden
- 1990 : Dead Sleep : Dr. Jonthan Heckett
- 1990 : Mr Quigley l'Australien (Quigley Down Under) : Dobkin
- 1992 : Academy (TV) : Jack Steele
- 1992 : Hurricane Smith : Howard Fen
- 1993 :Les aventures du jeune Indiana Jones ("The Adventures of Young Indiana Jones") (série télévisée) : Bouchiery
- 1996 : Pacific Beach ("Pacific Drive") (série télévisée)
- 1998 : The Venus Factory : Roger Hammond
- 1985 : Les Voisins ("Neighbours") (série télévisée) : Martin 'Cookie' Cook (2002)
- 2003 : Liquid Bridge : Bob McCallum